# La Vernarède
La Vernarède is een gemeente in het Franse departement Gard (regio Occitanie) en telt 389 inwoners (1999). De plaats maakt deel uit van het arrondissement Alès.

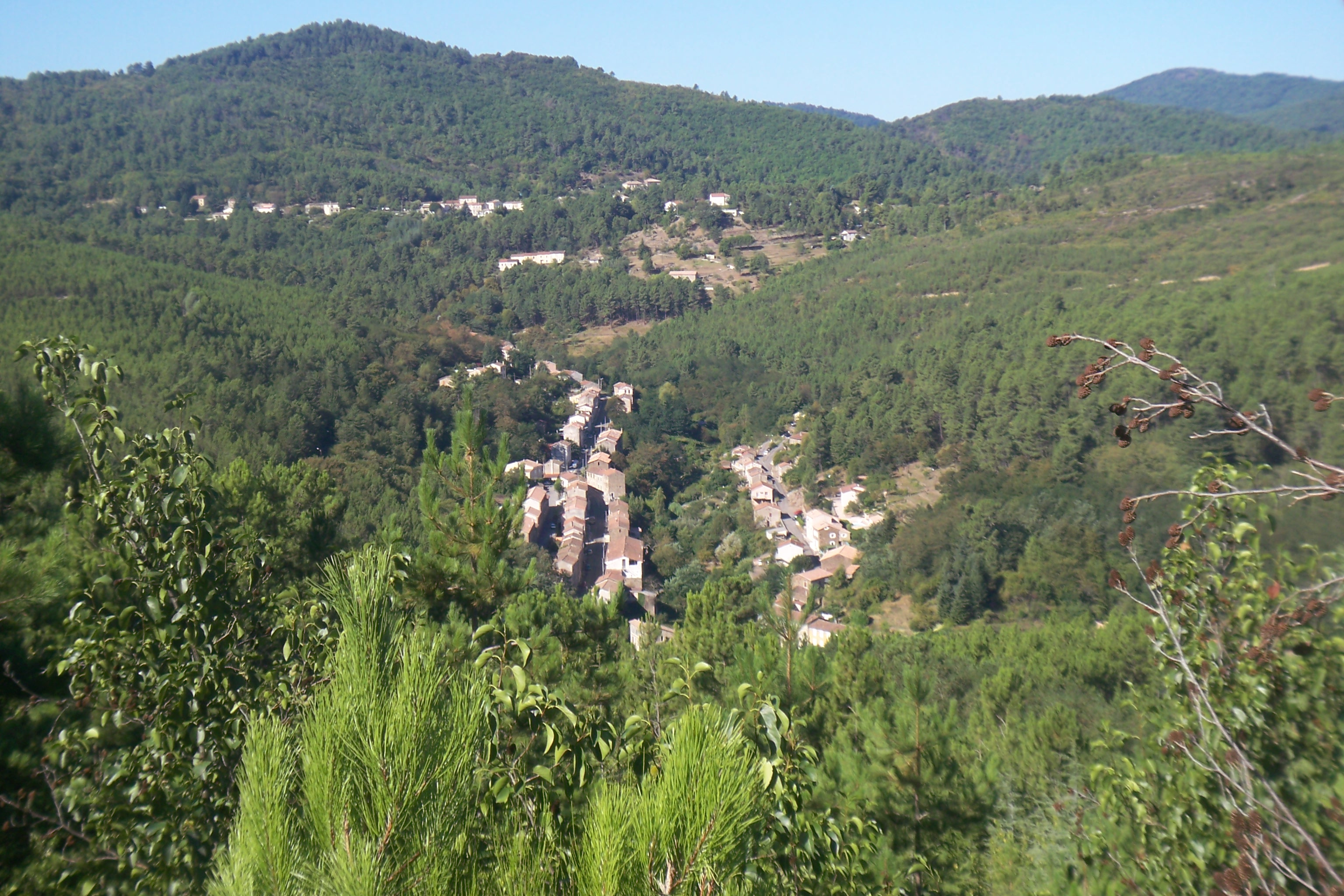
Zicht op het dorp

## Geografie
De oppervlakte van La Vernarède bedraagt 5,6 km², de bevolkingsdichtheid is 69,5 inwoners per km².
De onderstaande kaart toont de ligging van La Vernarède met de belangrijkste infrastructuur en aangrenzende gemeenten.

## Demografie
Onderstaande figuur toont het verloop van het inwonertal (bron: INSEE-tellingen).